# Leon XIV
Leon XIV (łac. Leo PP. XIV, wł. Leone XIV; właściwie Robert Francis Prevost OSA; ur. 14 września 1955 w Chicago) – amerykański duchowny rzymskokatolicki, augustianin, doktor prawa kanonicznego, 267. papież, 9. suweren Państwa Watykańskiego od 8 maja 2025.
Przełożony generalny Zakonu św. Augustyna w latach 2001–2013, administrator apostolski sede vacante diecezji Chiclayo w latach 2014–2015, biskup diecezjalny Chiclayo w latach 2015–2023, administrator apostolski diecezji Callao w latach 2020–2021, arcybiskup ad personam w latach 2023–2025, prefekt Dykasterii ds. Biskupów i przewodniczący Papieskiej Komisji ds. Ameryki Łacińskiej w latach 2023–2025, kardynał w latach 2023–2025 (najpierw w stopniu diakona, w 2025 promowany do stopnia biskupa). Prefekt Dykasterii ds. Ewangelizacji od 8 maja 2025.

## Życiorys

### Młodość i edukacja

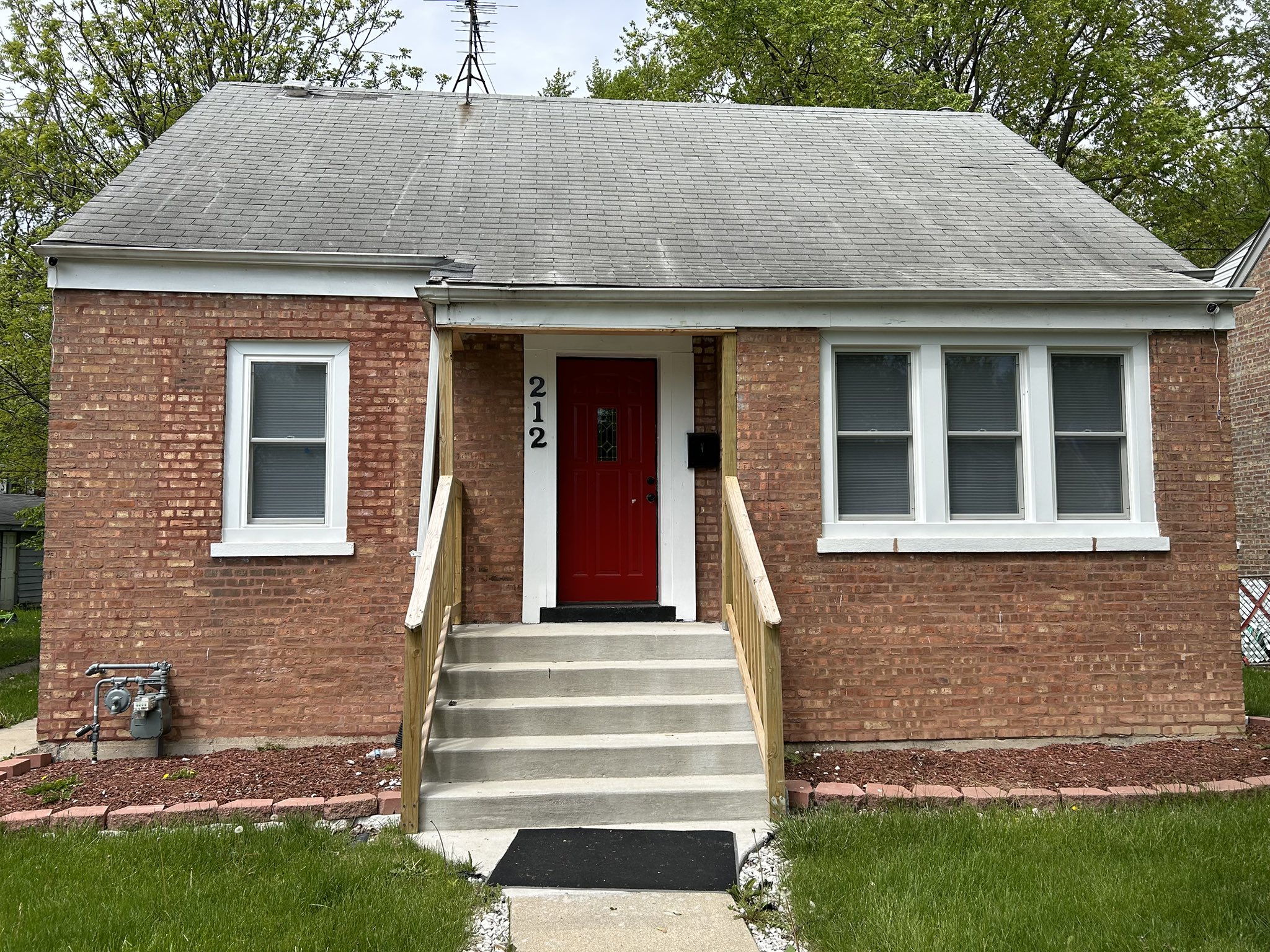
Dom rodzinny papieża Leona XIV w Dolton (Illinois), gdzie spędził dzieciństwo (2025)

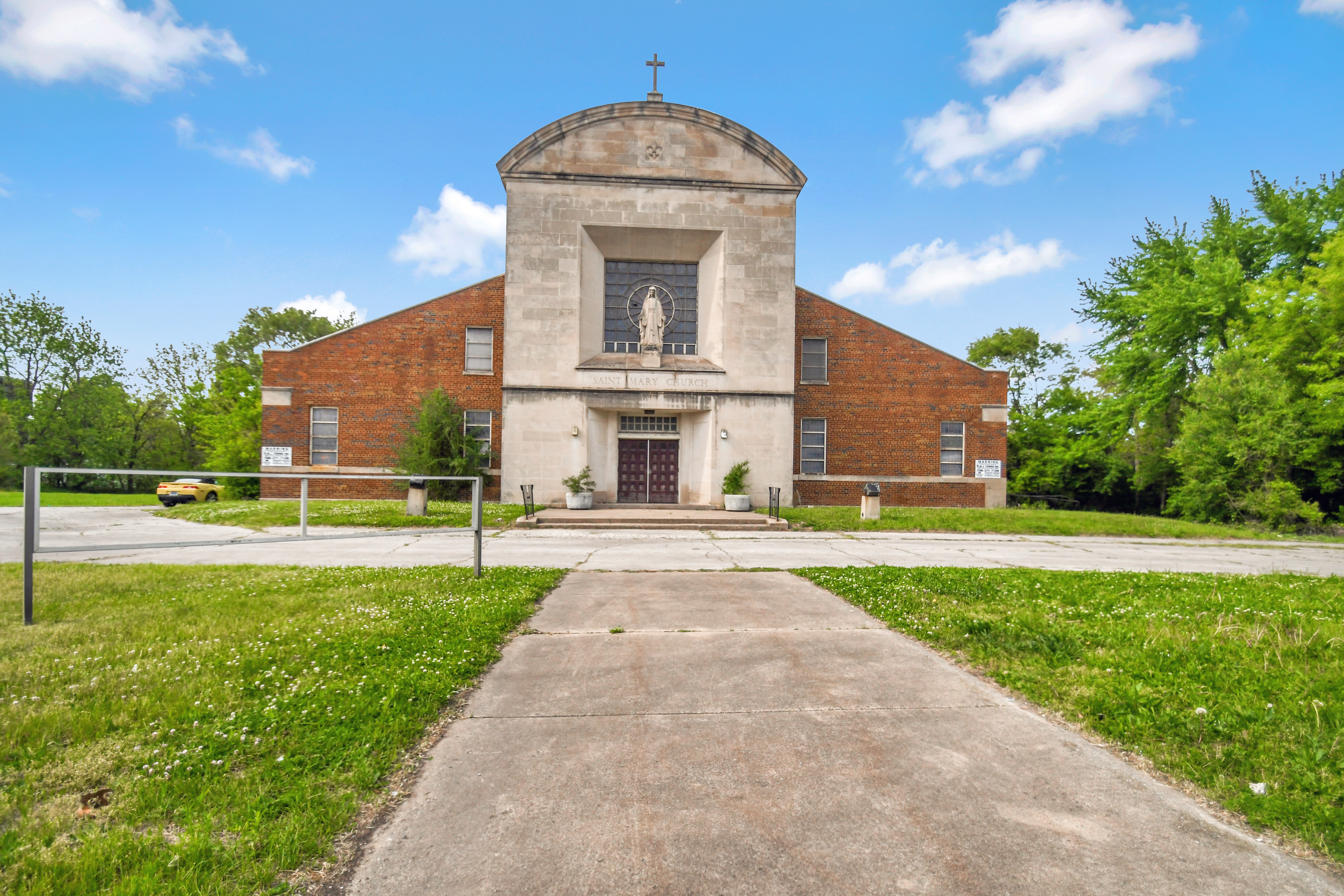
Kościół Najświętszej Maryi Panny Wniebowziętej w Chicago, gdzie papież Leon XIV służył jako ministrant (2025)

Robert Prevost urodził się 14 września 1955 w Chicago jako syn Louisa Mariusa Prevosta (1920–1997) i Mildred z domu Martinez (1912–1990). Robert był trzecim dzieckiem – jego dwaj starsi bracia to Louis Martin i John Joseph. Ich ojciec był synem imigrantów z Europy. Dziadek papieża ze strony ojca, Salvatore Giovanni Riggitano, pochodził z Włoch i po emigracji do USA w 1905 r. zmienił nazwisko na John R. Prevost – przyjmując panieńskie nazwisko swojej teściowej, Francuzki Jeanne Eugénie Prévost (1864–1939). Rodzice Roberta Prevosta urodzili się w Chicago, obydwoje byli absolwentami katolickiego Uniwersytetu DePaul. Ojciec w czasie II wojny światowej służył w marynarce wojennej, pracował jako administrator okręgu szkolnego, matka pracowała jako bibliotekarka w szkole. Dziadek ze strony matki urodził się w Santo Domingo w Dominikanie, a babka w Nowym Orleanie.
Robert Prevost dorastał w Dolton, na przedmieściach Chicago, na terenie katolickiej parafii Najświętszej Maryi Panny Wniebowziętej. Uczęszczał tam do ośmioklasowej szkoły parafialnej (St. Mary of the Assumption School) przy Kościele Najświętszej Maryi Panny Wniebowziętej w Chicago, którą ukończył w 1969. Śpiewał w chórze kościelnym i służył jako ministrant. W wieku 14 lat rozpoczął naukę w niższym seminarium duchownym (St. Augustine Seminary High School) w miejscowości Holland w stanie Michigan, ukończył je w 1973.
Robert Prevost studiował na trzech uczelniach katolickich, w Villanovie, Chicago i Rzymie. W 1977 uzyskał licencjat z nauk matematycznych na Uniwersytecie Villanova w stanie Pensylwania. Dodatkowo studiował tam filozofię. W 2014 ta uczelnia uhonorowała go tytułem doktora honoris causa nauk humanistycznych. W 1982 ukończył studia teologiczne na Katolickiej Unii Teologicznej w Chicago, uzyskując tytuł magistra teologii (Master of Divinity) ze specjalizacją w misji międzykulturowej. W 1984 uzyskał licencjat prawa kanonicznego na Papieskim Uniwersytecie Świętego Tomasza z Akwinu w Rzymie, a trzy lata później zdobył stopień naukowy doktora prawa kanonicznego. Doktorat obronił z wyróżnieniem magna cum laude na podstawie rozprawy „Rola lokalnego przeora Zakonu Świętego Augustyna”.

### Kapłaństwo
1 września 1977 wstąpił do nowicjatu zakonu św. Augustyna w Saint Louis w stanie Missouri, w prowincji Matki Bożej Dobrej Rady w Chicago. 2 września 1978, po zakończeniu nowicjatu, złożył pierwsze śluby zakonne, a 29 sierpnia 1981 złożył profesję wieczystą. W międzyczasie studiował teologię w Chicago oraz nauczał fizyki i matematyki w szkołach katolickich. 10 września 1981 przyjął święcenia diakonatu z rąk biskupa Thomasa Gumbletona w kościele św. Klary w Grosse Pointe Park w stanie Michigan. Święcenia prezbiteratu otrzymał 19 czerwca 1982 w augustiańskim kościele św. Moniki w Rzymie. Udzielił mu ich arcybiskup Jean Jadot, pro-przewodniczący Sekretariatu ds. Niechrześcijan.
W latach 1985–1986 i 1988–1998 pracował w Peru. W 1985 został skierowany do pracy na misji Chulucanas, w regionie Piura, gdzie sprawował obowiązki wikariusza parafialnego katedry i kanclerza prałatury terytorialnej. W czasie drugiego pobytu w Peru trafił na misję Trujillo. Pełnił tu rolę dyrektora, odpowiedzialnego za wspólny program formacyjny dla kandydatów augustiańskich z wikariatów Chulucanas, Iquitos i Apurímac. W latach 1988–1992 sprawował urząd przeora tutejszego klasztoru św. Tomasza z Villanuevy. W archidiecezji Trujillo był wikariuszem sądowym i profesorem prawa kanonicznego, patrystyki i teologii moralnej w Wyższym Seminarium Duchownym (Colegio Seminario San Carlos y San Marcelo). Przez cały czas sprawował opiekę duszpasterską nad wspólnotą Matki Bożej Matki Kościoła, przekształconą później w parafię św. Ryty z Cascii, a w latach 1992–1999 był administratorem parafii Matki Bożej z Monserrat. 
W latach 1999–2001 był prowincjałem amerykańskiej prowincji zakonnej z siedzibą w Chicago. W latach 2001–2013, przez dwie kolejne sześcioletnie kadencje, był przeorem generalnym zakonu św. Augustyna, a w kolejnych dwóch latach wikariuszem prowincjalnym oraz dyrektorem formacyjnym w konwencie w Chicago. W 2014 Uniwersytet Villanova uhonorował go tytułem doktora honoris causa nauk humanistycznych.

### Biskup
3 listopada 2014 papież Franciszek mianował go administratorem apostolskim peruwiańskiej diecezji Chiclayo oraz biskupem tytularnym Sufar. Święcenia biskupie otrzymał 12 grudnia 2014, w święto Matki Bożej z Guadalupe, w katedrze św. Marii w Chiclayo. Głównym konsekratorem był arcybiskup James Green, nuncjusz apostolski w Peru, zaś współkonsekratorami Jesús Moliné Labarta, biskup senior Chiclayo, i Salvador Piñeiro García-Calderón, arcybiskup metropolita Ayacucho. Jako zawołanie biskupie przyjął słowa In Illo uno unum (pol. W Nim stanowimy jedno) z „Objaśnień Psalmów” św. Augustyna. 26 września 2015 papież mianował go biskupem diecezjalnym tejże diecezji. 
W latach 2018–2023 bp Robert Prevost był drugim wiceprzewodniczącym Konferencji Episkopatu Peru. Przewodniczył radzie prawnej KEP. We wrześniu 2022 był z ramienia KEP współautorem listu otwartego przeciwko rządowemu projektowi ustanowienia narodowego dnia ofiar wymuszonego zaginięcia z okresu wojny domowej w Peru (1980–2000) w dniu wolnego od pracy święta patronki kraju św. Róży z Limy (30 sierpnia). W listopadzie 2022 uczestniczył w rozmowach KEP z prezydentem kraju Pedrem Castillem podczas kryzysu politycznego wywołanego trzecim impeachmentem Castilla ze strony zdominowanego przez fujimorystów Kongresu (ostatecznie KEP pozytywnie przyjęła złożenie oskarżonego o próbę zamachu stanu prezydenta z urzędu przez Kongres 7 grudnia). W lutym 2023 podczas krwawo tłumionych przez władze protestów przeciwko usunięciu Castilla wraz z kierownictwem KEP zaapelował w liście otwartym do Kongresu o zaprzestanie użycia przemocy, wysłuchanie żądań protestujących i przyśpieszenie wyborów.
15 kwietnia 2020 papież Franciszek mianował go administratorem apostolskim diecezji Callao. Funkcję tę pełnił do 26 maja 2021, kiedy zarząd nad diecezją objął biskup Luis Alberto Barrera Pacheco MCCI.
30 stycznia 2023 papież Franciszek mianował go prefektem Dykasterii ds. Biskupów i przewodniczącym Papieskiej Komisji ds. Ameryki Łacińskiej, wynosząc go jednocześnie do godności arcybiskupa ad personam. Urząd objął 12 kwietnia 2023.

### Kardynał

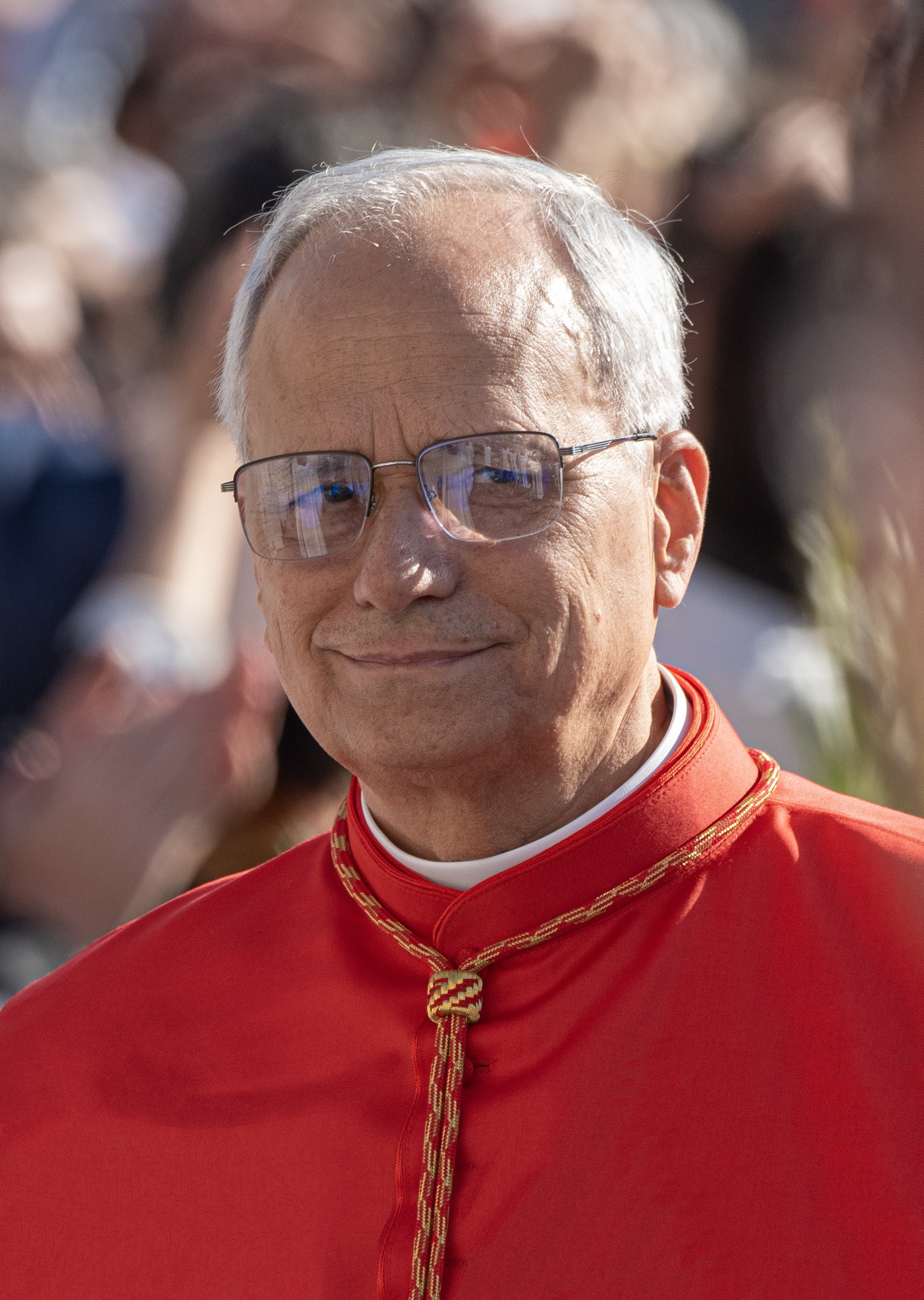
Robert Prevost jako kardynał (2023)

9 lipca 2023 podczas modlitwy Anioł Pański papież Franciszek zapowiedział włączenie go do Kolegium Kardynałów, a 30 września 2023 w trakcie konsystorza na placu Świętego Piotra kreował go kardynałem diakonem, a jako kościół tytularny nadał mu kościół św. Moniki. 28 stycznia 2024 uroczyście objął swój kościół tytularny w Rzymie. 6 lutego 2025 został podniesiony przez papieża do rangi kardynała biskupa,  diecezji suburbikarnej Albano.
4 października 2023 papież Franciszek mianował go członkiem Papieskiej Komisji ds. Państwa Watykańskiego, a także członkiem w następujących Dykasteriach: ds. Ewangelizacji – Sekcji ds. Pierwszej Ewangelizacji i Nowych Kościołów Partykularnych; Nauki Wiary; ds. Kościołów Wschodnich; ds. Duchowieństwa; ds. Instytutów Życia Konsekrowanego i Stowarzyszeń Życia Apostolskiego; ds. Kultury i Edukacji; ds. Tekstów Prawnych.

## Pontyfikat

### Wybór

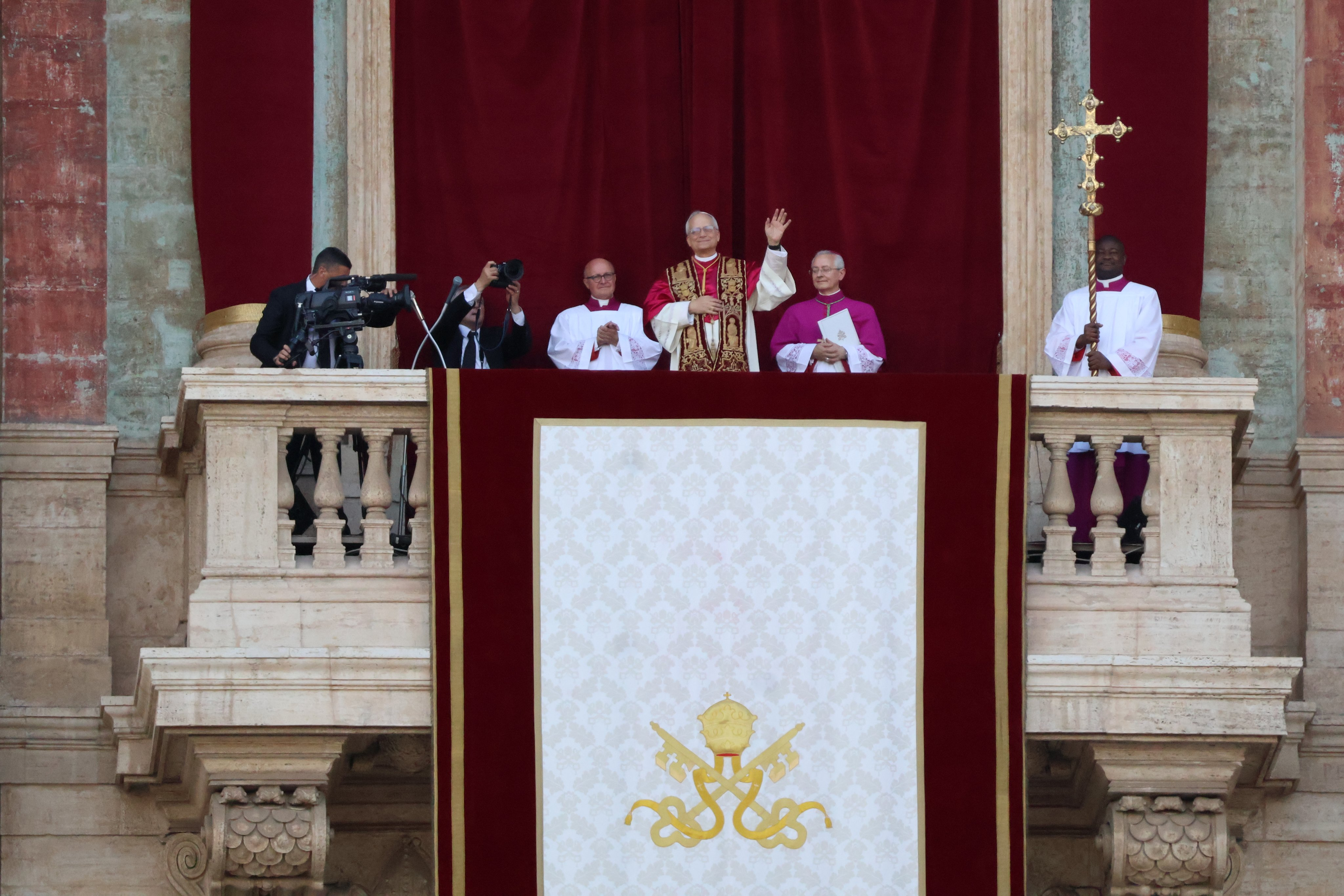
Leon XIV w Loży Błogosławieństw bazyliki św. Piotra w dniu wyboru (8 maja 2025)

8 maja 2025 podczas drugiego dnia konklawe, zwołanego po śmierci papieża Franciszka, w czwartym głosowaniu został wybrany na biskupa Rzymu – 267. papieża. Tradycyjny biały dym, obwieszczający światu wybór nowej głowy Kościoła katolickiego, pojawił się o godz. 18:07 CEST. 
Po tym, jak Leon XIV wyraził zgodę na objęcie funkcji papieża, kardynał protodiakon Dominique Mamberti ogłosił wybór, używając tradycyjnej łacińskiej formuły Habemus Papam. Leon XIV pojawił się na balkonie Bazyliki św. Piotra wraz z kardynałem protobiskupem elektorów Pietro Parolinem, kardynałem protoprezbiterem elektorów Vinko Puljiciem, kardynałem protodiakonem Dominique Mambertim i mistrzem papieskich ceremonii liturgicznych arcybiskupem Diego Ravellim, ubierając tradycyjną papieską czerwoną stułę i mucet, szaty, z których używania zrezygnował papież Franciszek po swoim wyborze w 2013. Jako papież został z urzędu prefektem Dykasterii ds. Ewangelizacji. 
Następnie wygłosił swoje pierwsze przemówienie po włosku i hiszpańsku oraz udzielił błogosławieństwa Urbi et Orbi po łacinie. W trakcie przemówienia określił siebie mianem „syna św. Augustyna”, podkreślając swoje przywiązanie do zakonu augustianów. Część przemówienia, którą wygłosił w języku hiszpańskim była skierowana m.in. do mieszkańców diecezji Chiclayo, której był biskupem w latach 2015–2023.
Posiadając podwójne obywatelstwo, amerykańskie i peruwiańskie, jest drugim papieżem pochodzącym z kontynentu amerykańskiego (po swoim poprzedniku Franciszku), pierwszym w historii ze Stanów Zjednoczonych Ameryki, a także pierwszym należącym do Zakonu Świętego Augustyna. Jest drugim po Hadrianie IV papieżem posługującym się angielskim jako ojczystym językiem.

### Pontyfikat przed inauguracją
9 maja 2025 celebrował w Kaplicy Sykstyńskiej swoją pierwszą Mszę Świętą po wyborze na papieża. W homilii zwrócił uwagę na coraz częstsze prześladowanie, pogardzanie i wyśmiewanie ludzi wierzących. Wskazał ponadto, że nie tylko osoby niewierzące, ale także te ochrzczone, coraz częściej postrzegają Chrystusa nie jako Boga, lecz jako „superczłowieka lub charyzmatycznego lidera”. Dodał, że „kiedy jego obecność stanie się uciążliwa dla wymagań uczciwości i moralności, które on stawia, ten świat nie zawaha się odrzucić go i wyeliminować”.  
10 maja, podczas swojej pierwszej podróży poza Watykan, odwiedził augustiańskie Sanktuarium Matki Bożej Dobrej Rady w Genazzano oraz miejsce spoczynku zmarłego papieża Franciszka w Bazylice Matki Bożej Większej. Tego samego dnia spotkał się z kardynałami i wskazał, że inspiracją dla jego imienia papieskiego był papież Leon XIII, który „w historycznej encyklice Rerum novarum, poruszył kwestię społeczną w kontekście pierwszej wielkiej rewolucji przemysłowej”. Jak wskazywał Leon XIV, w obliczu kolejnej rewolucji przemysłowej i rozwoju sztucznej inteligencji, Kościołowi stawiane są „nowe wyzwania w zakresie obrony godności ludzkiej, sprawiedliwości i pracy”. Kardynał Fernando Filoni, który podczas konklawe pełnił funkcję skrutatora, ujawnił, że nowo wybrany papież początkowo rozważał przyjęcie imienia Augustyn. 11 maja odmówił pierwszą modlitwę Regina Coeli za swojego pontyfikatu. Nie zrobił tego – jak jego poprzednicy – z okna Pałacu Apostolskiego, lecz z balkonu bazyliki św. Piotra. W odniesieniu do wojny Izraela z Hamasem, zażądał natychmiastowego zawieszenia broni, udzielenia pomocy ludności cywilnej oraz uwolnienia wszystkich zakładników. Nawiązując do wojny rosyjsko-ukraińskiej, podkreślił, że „nosi w sercu cierpienia ukochanego narodu ukraińskiego” i wyraził konieczność osiągnięcia pokoju.
12 maja spotkał się na audiencji z przedstawicielami mediów. W trakcie swojego przemówienia wezwał do ostudzenia języka debaty publicznej, określając go mianem „wojny słów”. Udzielił uczestnikom audiencji tradycyjnego błogosławieństwa pontyfikalnego w języku łacińskim. Postąpił tak inaczej niż jego poprzednik – Franciszek nie wypowiedział takiego błogosławieństwa ze względu na to, że część dziennikarzy nie była wyznania katolickiego czy też nie wierzyła w Boga w ogóle.
14 maja Leon XIV spotkał się na audiencji z przedstawicielami katolickich Kościołów wschodnich. Zapowiedział katolikom wschodnim żyjącym w diasporze ochronę ich tradycji i tożsamości. Pochwalił poczucie misterium w liturgiach wschodniokatolickich, a także wschodnią duchowość – mistagogię, nieustanne wstawiennictwo, pokutę i post. Złożył ponadto propozycję mediacji między stronami trwających konfliktów międzynarodowych i odrzucił manicheistyczny podział ludzi na dobrych i złych, wysuwając na pierwszy plan fakt, że są istotami ludzkimi.
16 maja spotkał się na audiencji z przedstawicielami korpusu dyplomatycznego, akredytowanymi przy Stolicy Apostolskiej, w trakcie której zaprosił dyplomatów do podjęcia wspólnych wysiłków na rzecz pokoju. Wskazał, że filarami działań misyjnych i pracy dyplomacji Stolicy Apostolskiej są pokój, sprawiedliwość i prawda.

### Inauguracja i dalsze panowanie

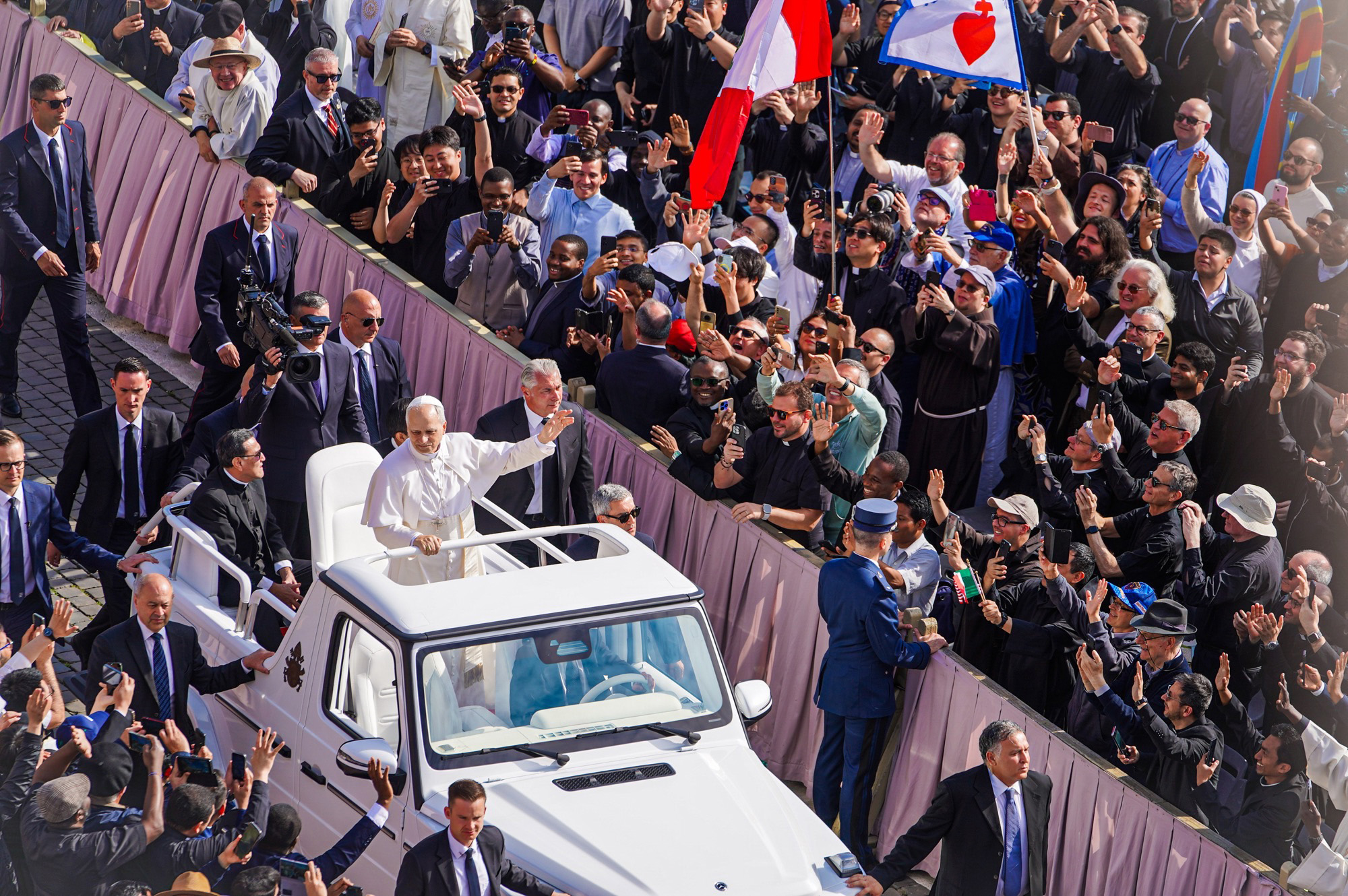
Papież Leon XIV pozdrawia tłum przed mszą świętą inauguracyjną (18 maja 2025)

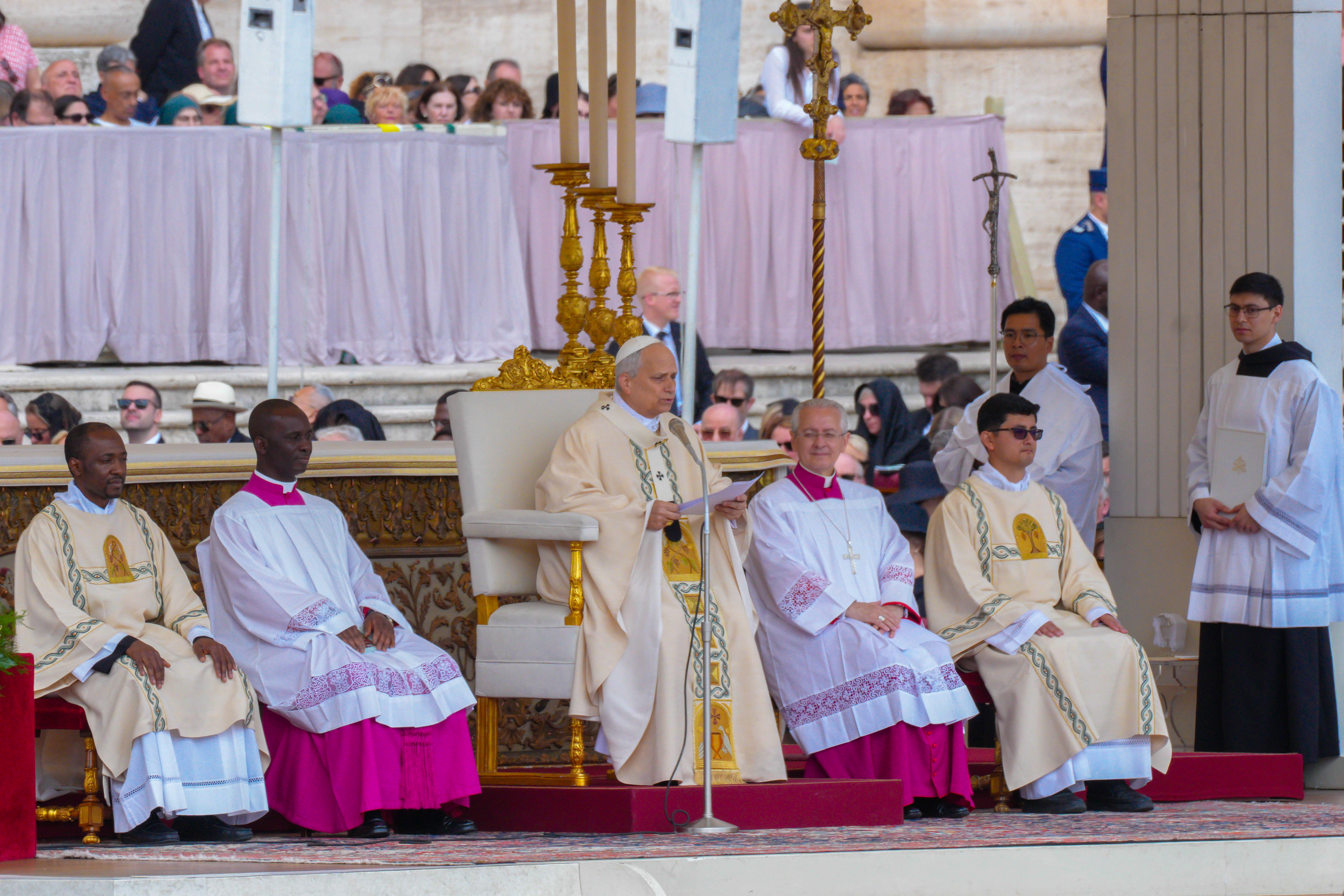
Papież Leon XIV w czasie mszy inauguracyjnej (18 maja 2025)

18 maja 2025 miała miejsce uroczysta liturgia rozpoczęcia pontyfikatu Leona XIV. Uroczystość rozpoczęła się od wspólnej modlitwy papieża z patriarchami i arcybiskupami większymi kościołów wschodnich, która miała symbolizować jedność Kościoła Wschodu i Zachodu. Następnie kard. Mario Zenari nałożył papieżowi paliusz, kard. Fridolin Ambongo odmówił modlitwę za nowego papieża, a kard. Luis Antonio Tagle nałożył mu Pierścień Rybaka. Pod koniec uroczystości odmówił modlitwę Regina Caeli, ponownie nawiązując do trwających konfliktów zbrojnych. W mszy inaugurującej pontyfikat papieża Leona XIV uczestniczyło 200 tys. wiernych, w tym 156 delegacji oficjalnych, m.in:
- prezydent Polski Andrzej Duda z małżonką;
- wiceprezydent USA James David Vance;
- przewodnicząca Komisji Europejskiej Ursula von der Leyen;
- prezydent Izraela Jicchak Herzog;
- prezydent Ukrainy Wołodymyr Zełenski, z którym Leon XIV spotkał się na prywatnej audiencji[71][72].

20 maja 2025, dwa dni po inauguracji swojej posługi Piotrowej, papież Leon XIV objął w posiadanie bazylikę Bazylikę św. Pawła za Murami, modląc się przy grobie Apostoła Narodów i wygłaszając homilię skoncentrowaną na „łasce powołania” i „posłuszeństwie wiary”. 25 maja 2025, po przyjęciu po raz pierwszy od 1978 (od czasów inauguracji pontyfikatu Jana Pawła I) hołdu od burmistrza Rzymu Roberto Gualtieriego u stóp schodów Campidoglio, udał się do bazyliki św. Jana na Lateranie, aby objąć w posiadanie rzymską katedrę; pod koniec celebracji eucharystycznej inauguracji papież dotarł do bazyliki Santa Maria Maggiore, aby pomodlić się przed ikoną Salus Populi Romani i odwiedzić grób swojego poprzednika.
Postanowił wrócić do tradycji spędzania wakacji w papieskiej rezydencji w Castel Gandolfo, z którą zerwał jego poprzednik. Od 6 do 20 lipca spędził tam wakacje.

## Poglądy etyczne ispołeczno-polityczne

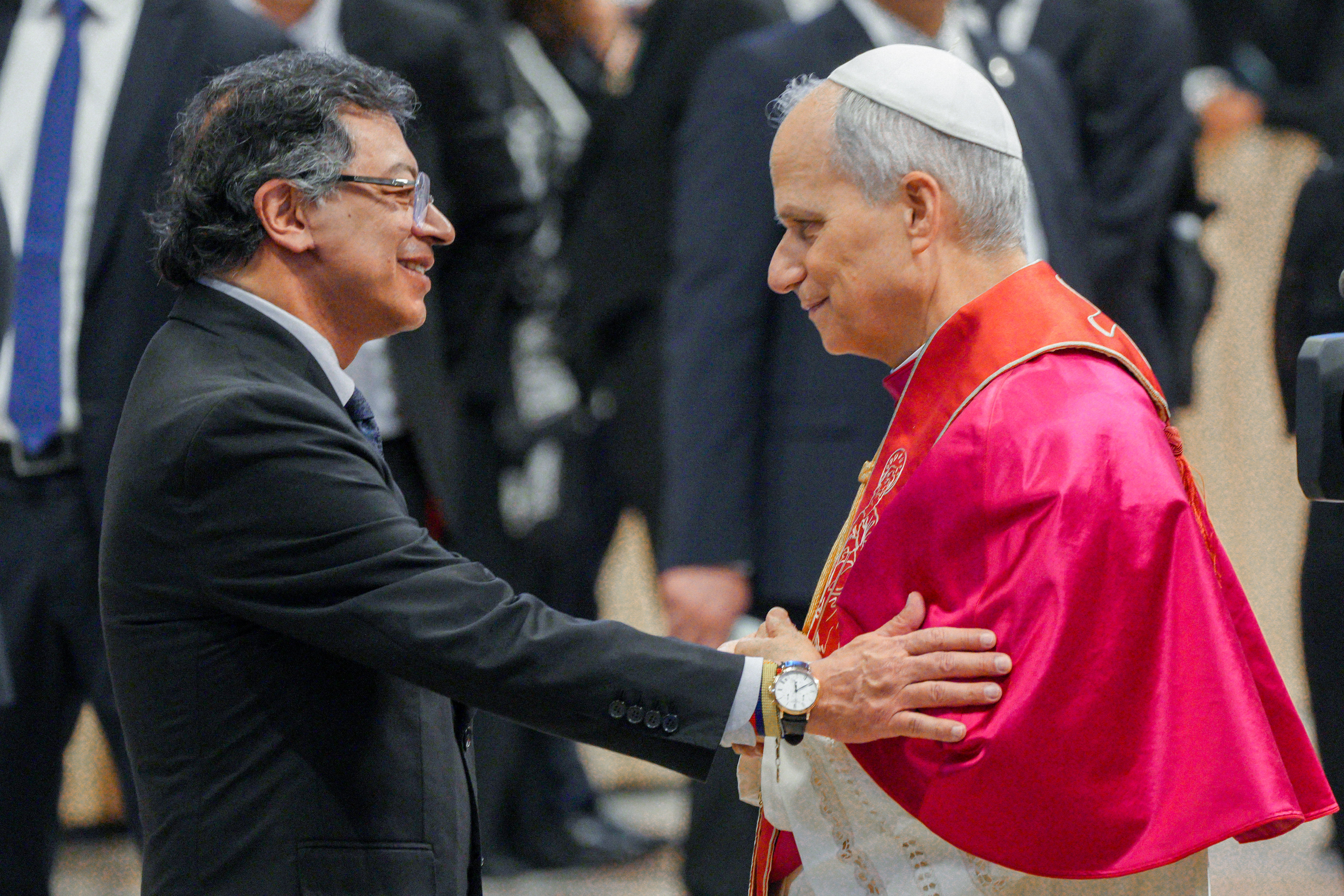
Leon XIV i prezydent Kolumbii – Gustavo Petro (18 maja 2025)

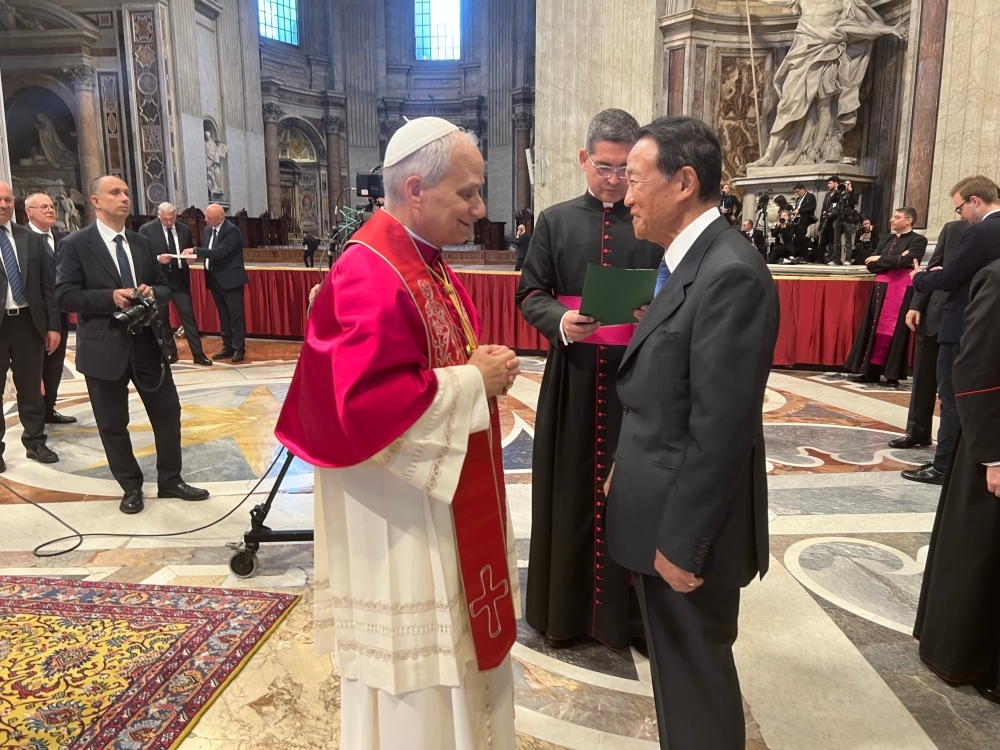
Leon XIV i Tarō Asō (18 maja 2025)

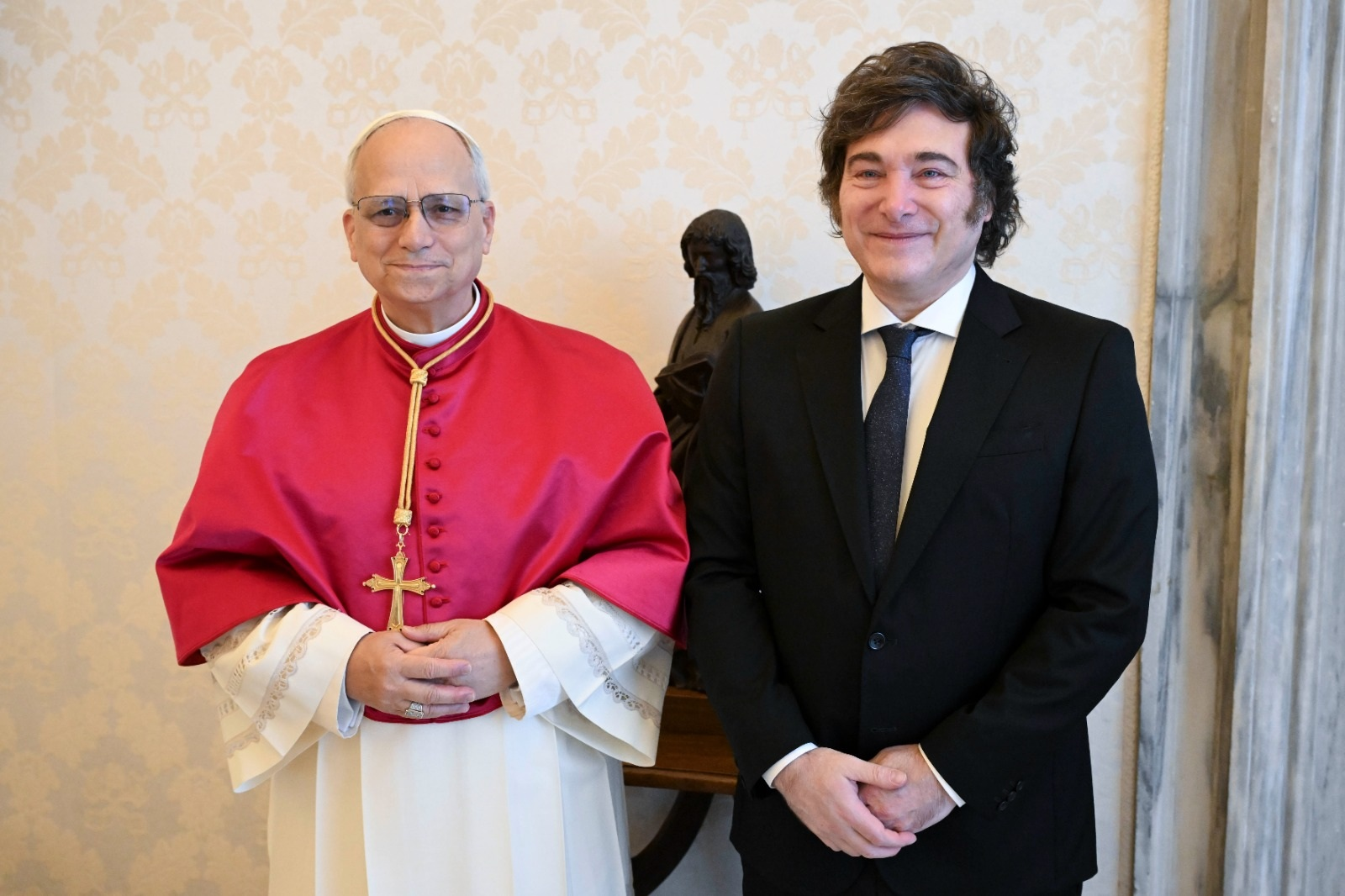
Leon XIV i prezydent Argentyny – Javier Milei (7 czerwca 2025)

Jako biskup Chiclayo krytykował koncepcję gender i sprzeciwiał się wprowadzeniu nauczania w tym zakresie w Peru, stwierdzając, że propagowanie ideologii „gender jest mylące, ponieważ ma na celu tworzenie płci, które nie istnieją”. Sprzeciwia się przyjmowaniu kobiet do stanu duchownego jako diakonów.
Jako przełożony generalny Zakonu św. Augustyna w 2012 dystansował się wobec kultury popularnej z powodu promocji „przekonań i praktyk sprzecznych z Ewangelią”, a konkretnie „homoseksualnego stylu życia i alternatywnego modelu rodziny złożonej z dwóch partnerów tej samej płci i adoptowanych przez nich dzieci”.
Jako kardynał angażował się w problematykę imigracji i skrytykował podejście administracji Donalda Trumpa w tej kwestii.
Sprzeciwia się aborcji, eutanazji i karze śmierci.
W 2022 jako biskup Chiclayo w jednym z wywiadów potępił wojnę rosyjsko-ukraińską, którą uznał za „prawdziwą inwazję, o charakterze imperialnym, w której Rosja dąży do podboju terytorium w celu zdobycia władzy”.
Kiedy Robert Prevost został powołany w skład Dykasterii ds. Biskupów w 2019 roku, jego bliskim współpracownikiem został Blase Cupich, arcybiskup Chicago. Zdaniem Cupicha Leon XIV ma zbliżoną wizję Kościoła do swego poprzednika i został wybrany, aby kontynuować jego reformy, zaczynając od finansów Kurii Rzymskiej.

## Odznaczenia
Odznaczenia Watykańskie
Papież jest ex officio suwerenem zakonów podległych Stolicy Apostolskiej, z tego tytułu jest Wielkim Mistrzem następujących orderów:
- Order Najwyższy Chrystusa
- Order Złotej Ostrogi
- Order Piusa IX
- Order Świętego Grzegorza Wielkiego
- Order Świętego Sylwestra
- Kawaler Naszyjnika Orderu Grobu Świętego.

Odznaczenia zagraniczne
- Baliw Wielkiego Krzyża Honoru i Dewocji – (2025), Suwerenny Rycerski Zakon Maltański[90]

## Życie prywatne
Kibicuje amerykańskiej drużynie baseballowej Chicago White Sox oraz peruwiańskiemu zespołowi piłkarskiemu Alianza Lima. Jego ulubionym sportem jest tenis, określa się jako „amatorski gracz”.
Jest poliglotą, biegle włada językami angielskim, hiszpańskim, portugalskim, włoskim i francuskim. Ponadto potrafi czytać w języku niemieckim i po łacinie.

## Dokumenty papieskie

### Dekrety
Decreto formulario e letture bibliche per la Messa per la custodia della creazione (8 czerwca 2025)